# Moimenta (Vinhais)
Moimenta is een plaats (freguesia) in de Portugese gemeente Vinhais en telt 184 inwoners (2001).